# Catocala residua
Catocala residua là một loài bướm đêm thuộc họ Erebidae. Nó được tìm thấy ở miền nam Ontario, Quebec và Maine phía nam đến North Carolina và Georgia phía tây đến Mississippi và Missouri và phía bắc đến Iowa, Illinois và Michigan.
Sải cánh dài 60–73 mm. Con trưởng thành bay từ tháng 7 đến tháng 9 tùy theo địa điểm.

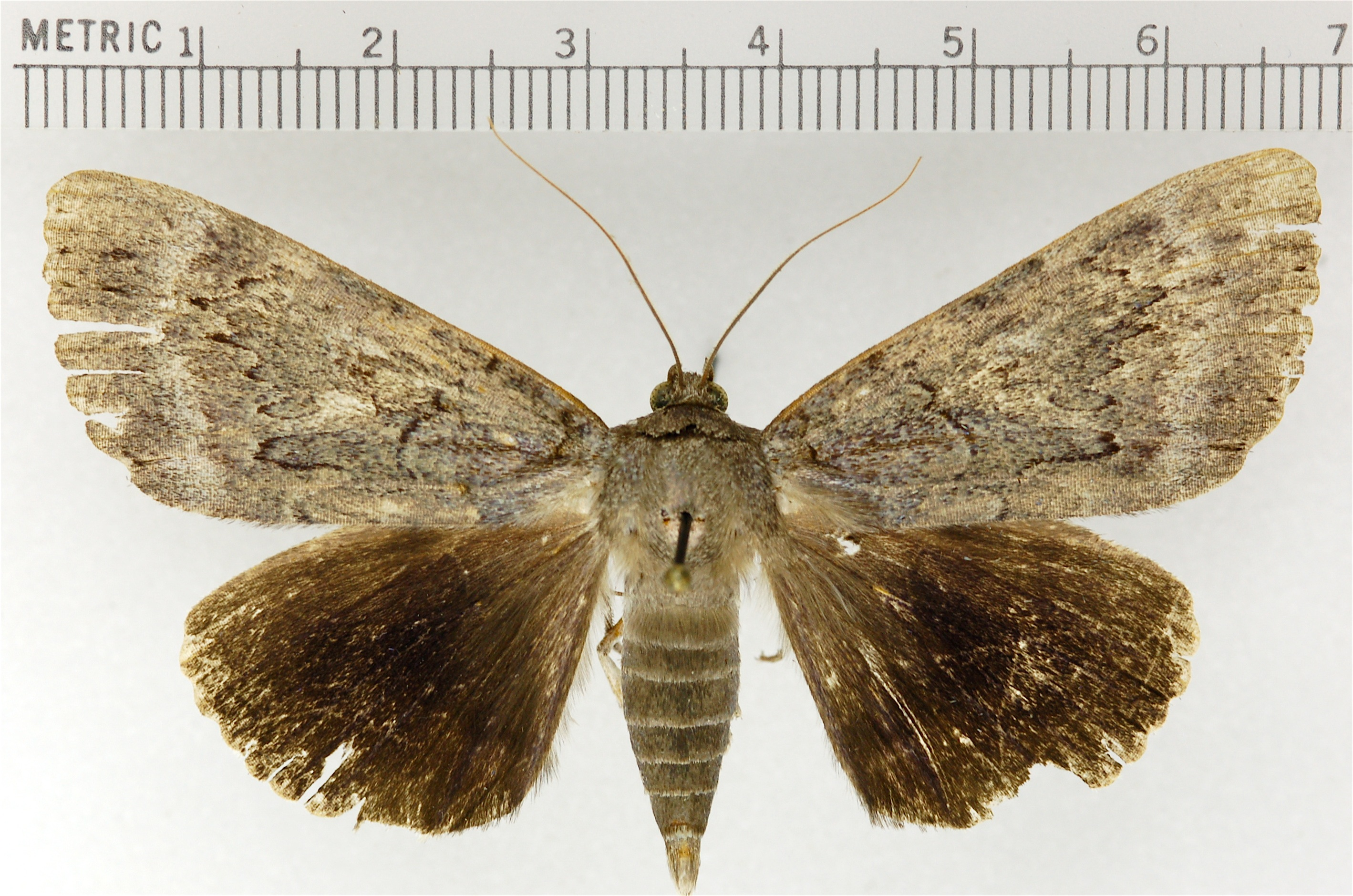

Ấu trùng ăn Carya glabra, Carya illinoinensis, Carya laciniosa và Carya ovata.